# James A. Marcus
James A. Marcus (New York, 21 gennaio 1867 – Hollywood, 15 ottobre 1937) è stato un attore statunitense.

## Filmografia parziale
- Sangue blu e sangue rosso (Blue Blood and Red), regia di Raoul Walsh (1916)
- Oliviero Twist (Oliver Twist), regia di Frank Lloyd (1922)
- La fiera delle vanità (Vanity Fair), regia di Hugo Ballin (1923)
- Scaramouche, regia di Rex Ingram (1923)
- Aquila nera (The Eagle), regia di Clarence Brown (1925)
- La lettera scarlatta (The Scarlet Letter), regia di Victor Sjöström (1926)
- Il corsaro mascherato (The Eagle of the Sea), regia di Frank Lloyd (1926)
- Zuppa d'anatra (Duck Soup), regia di Fred Guiol (1927)
- Tristana e la maschera (Sadie Thompson), regia di Raoul Walsh (1928)
- Hell's House, regia di Howard Higgin (1932)